# Czarny lód (film)
Czarny lód (fiń. Musta jää) – fińsko-niemiecki dramat filmowy z 2007 roku w reżyserii Petriego Kotwicy.

## Fabuła
Saara pracuje jako ginekolog w Helsinkach. Jest elegancką, przyjazną i tolerancyjną osobą. Niedawno odkryła, że jej mąż Leo ma romans ze studentką Tuuli, która dorabia jako trenerka sztuk walki. Gdy Saara próbuje dowiedzieć się czegoś więcej o swojej rywalce, przypadkiem dołącza do grupy samoobrony prowadzonej przez Tuuli. Powoli wkracza w jej życie i nawiązuje z nią bliską relację.

## Obsada
Na podstawie:
- Outi Mäenpää jako Saara
- Ria Kataja jako Tuuli
- Martti Suosalo jako Leo
- Ville Virtanen jako Ilkka
- Sara Paavolainen jako Lea
- Netta Heikkilä jako Krista

## Nagrody
Film otrzymał 6 nagród Jussi za 2007 rok – w kategoriach najlepszy film, reżyseria, najlepsza aktorka pierwszoplanowa (Outi Mäenpää), scenariusz, muzyka i montaż. Został także nominowany w kategoriach najlepsza aktorka pierwszoplanowa (Ria Kataja), najlepsza aktorka drugoplanowa (Sara Paavolainen) i zdjęcia. Był również nominowany do Złotego Niedźwiedzia na 58. Międzynarodowym Festiwalu Filmowym w Berlinie. Kataja i Mäenpää zostały także nagrodzone w kategorii najlepsza aktorka na portugalskim festiwalu Festroia 2008. Film był również prezentowany na wielu festiwalach na całym świecie.

## Remake
W 2010 roku w Korei Południowej wyprodukowano film Du yeoja, którego fabułę oparto na Czarnym lodzie.